# 梁慧星
梁慧星（1944年1月16日—），四川青神人，中国民法学家。中国社会科学院法学研究所研究员，2002年版《中华人民共和国民法典（草案）》编纂工作的主要参与者之一。现为北京理工大学珠海学院民商法律学院名誉院长。

## 生平
1962年考入西南政法学院。
1968年起在云南省昆明市农用轴承厂工作，先后担任过劳资干事、工会宣传干事。1978年，得到西南政法学院张序九教授和云南大学屈野教授的辅导，考取中国社会科学院研究生院法学系民法专业硕士研究生，师从王家福教授。1981年10月获中国社会科学院民法专业法学硕士学位，留该所从事民法学研究。1983年担任助理研究员；1985年担任法学研究杂志副主编；1988年晋升研究员，1988年10月担任民法研究室主任。1993年担任博士生导师。1999年1月担任法学研究杂志主编。1999年起担任第四届国务院学位委员会委员。2001年起兼任山东大学法学院院长。曾任中国法学会民法经济研究会副会长。2006年首批获选中国社会科学院学部委员。于2013年起同时任四川大学民法学博士生导师。
是第十屆全國政協委員、第十一屆全國人大代表。

## 主要著作
- 《合同法》（合著）；中国社会科学出版社1986年；
- 《经济法的理论问题》（合著），中国政法大学出版社1986年；
- 《民法》，四川人民出版社1988年；
- 《中国民法学：民法债权》（合著），法律出版社1991年；
- 《中国民法经济法诸问题》，法律出版社1991年；
- 《民法学说判例与立法研究》，中国政法大学出版社1993年；
- 《民法解释学》，中国政法大学出版社1995年；
- 《民法总论》（修订本），法律出版社2007年；
- 《民法学说判例与立法研究（二）》，国家行政学院出版社1998年；
- 《中国物权法研究（上、下）》（合著），法律出版社1998年；
- 《中国物权法草案建议稿》（合著），中国社会科学文献出版社2000年；
- 《为中国民法典而斗争》，法律出版社2002年；
- 《裁判的方法》，法律出版社2003年；
- 《中国民法典草案建议稿》（合著），法律出版社2003年；
- 《物权法》（第四版），（（合著），法律出版社2007年；
- 《民商法论丛》第1卷-第40卷，（主编），法律出版社1994年－2008年；